# Делавер (округ, Айова)
Шаблон:StateAbbr_ 42°28′10″ пн. ш. 91°22′13″ зх. д. / 42.469444444444° пн. ш. 91.370277777778° зх. д.
Округ  Делавер (англ. Delaware County) — округ (графство) у штаті  Айова, США. Ідентифікатор округу 19055.

## Історія
Округ утворений 1837 року.

## Демографія
За даними перепису 
2000 року 
загальне населення округу становило 18404 осіб, зокрема міського населення було 5333, а сільського — 13071.
Серед мешканців округу чоловіків було 9126, а жінок — 9278. В окрузі було 6834 домогосподарства, 5030 родин, які мешкали в 7682 будинках.
Середній розмір родини становив 3,15.
Віковий розподіл населення поданий у таблиці:
| Стать    | До 15 років | 15-21 | 22-29 | 30-39 | 40-49 | 50-65 | 65-85 | Понад 85 |
| -------- | ----------- | ----- | ----- | ----- | ----- | ----- | ----- | -------- |
| Чоловіки | 2139        | 996   | 681   | 1296  | 1475  | 1371  | 1072  | 96       |
| Жінки    | 2120        | 896   | 647   | 1349  | 1350  | 1324  | 1319  | 273      |

## Суміжні округи
- Клейтон — північ
- Дюб'юк — схід
- Джонс — південний схід
- Лінн — південний захід
- Б'юкенан — захід
- Фаєтт — північний захід

## Виноски
1. ↑  U.S. Decennial Census. United States Census Bureau. Архів оригіналу за 26 квітня 2015. Процитовано 16 липня 2014.
2. ↑  Historical Census Browser. University of Virginia Library. Архів оригіналу за 11 серпня 2012. Процитовано 16 липня 2014.
3. ↑  Population of Counties by Decennial Census: 1900 to 1990. United States Census Bureau. Архів оригіналу за 22 квітня 2014. Процитовано 16 липня 2014.
4. ↑  Census 2000 PHC-T-4. Ranking Tables for Counties: 1990 and 2000 (PDF). United States Census Bureau. Архів оригіналу (PDF) за 18 грудня 2014. Процитовано 16 липня 2014.
5. ↑  State & County QuickFacts. United States Census Bureau. Архів оригіналу за 7 червня 2011. Процитовано 16 липня 2014.(англ.) Наведено за англійською вікіпедією.
6. ↑  American FactFinder. Бюро перепису населення США. Архів оригіналу за 21 травня 2008. Процитовано 31 січня 2008.

| США | Це незавершена стаття з географії США. Ви можете допомогти проєкту, виправивши або дописавши її. |